# Alessio Figalli
Alessio Figalli (ur. 2 kwietnia 1984 roku w Rzymie) – włoski matematyk, laureat Medalu Fieldsa z 2018 roku. Specjalizuje się w rachunku wariacyjnym i równaniach różniczkowych cząstkowych.

## Życiorys
Urodził się 2 kwietnia 1984 roku w Rzymie, gdzie ukończył też liceum klasyczne. W latach 2002–2006 studiował matematykę w Scuola Normale Superiore di Pisa. Stopień doktora uzyskał w 2007 roku w Scuola Normale Superiore di Pisa (promotor Luigi Ambrosio) i École normale supérieure de Lyon (promotor Cédric Villani) na podstawie rozprawy Optimal Transportation and Action-Minimizing Measures. Karierę zawodową rozpoczął we Francji, przez rok prowadząc badania w CNRS, a w następnym pracując jako profesor w École polytechnique (uzyskał wówczas francuską habilitację). Lata 2009-2016 spędził na Uniwersytecie Teksańskim w Austin, a od 2016 roku jest profesorem Politechniki Federalnej w Zurychu. 
Wypromował 11 doktorów (stan na jesień 2024 roku), wśród nich była m.in. Maria Colombo.

## Publikacje i osiągnięcia
Autor ponad 160 artykułów naukowych. Swoje prace publikował m.in. w „Communications on Pure and Applied Mathematics”, „Archive for Rational Mechanics and Analysis”, „Journal of Functional Analysis", „Calculus of Variations and Partial Differential Equations”, „Duke Mathematical Journal”, „Journal für die Reine und Angewandte Mathematik”, „Journal of the European Mathematical Society”, „Mathematische Annalen”, „American Journal of Mathematics”, „Publications mathématiques de l'IHÉS”, „Bulletin of the American Mathematical Society" oraz najbardziej prestiżowych czasopismach matematycznych świata: „Journal of the American Mathematical Society”, „Acta Mathematica” i „Inventiones Mathematicae".
Figalli dokonał wielu fundamentalnych postępów w teorii optymalnego transportu. 
Wspólnie z De Philippisem uzyskał w szczególności przełomowe wyniki dotyczące regularności rozwiązań równania Monge'a-Ampère'a, które zostały następnie zastosowane do wykazania regularności rozwiązań pewnego modelu meteorologicznego wykorzystywanego do wielkoskalowych prognoz pogody. 
Figalli i jego współpracownicy zastosowali również metody optymalnego transportu do uzyskania mocnych wyników stabilności ilościowej dla kilku podstawowych nierówności geometrycznych, np. nierówności izoperymetrycznych i nierówności Brunna-Minkowskiego.
Nierówności izoperymetryczne Figalli badał wspólnie z Francesco Maggim i Aldo Pratellim. Klasyczny problem izoperymetryczny polega na znalezieniu optymalnego kształtu obszaru, którego brzeg minimalizuje napięcie powierzchniowe. Przykładem rozwiązania takiego problemu są bańki mydlane, które ograniczają daną objętość powietrza powłoką o minimalnej powierzchni. Figallii i jego współpracownicy otrzymali nierówność izoperymetryczną, która pozwala odpowiedzieć na pytanie, jak zmienia się kształt kryształu, kiedy układowi zostanie dodana pewna energia (np. przez podgrzanie). Okazało się, że zmiana kształtu jest proporcjonalna do pierwiastka z dodanej energii. Jest ona też stabilna (małemu dodatkowi energii odpowiada mała zmiana kształtu) a ponieważ wspomniana nierówność jest optymalna, więc zmiana kształtu nie może być większa niż to wynika z oszacowania uzyskanego przez Figalliego, Maggi i Pratelliego.
Razem z Joaquimem Serrą badał też problemy swobodnej powierzchni, występujące w wielu zagadnieniach fizyki i techniki. Zasadniczym z nich jest problem gładkości takiej powierzchni. W 1977 roku Luis Caffarelli wykazał, że swobodna powierzchnia jest gładka poza zbiorem punktów osobliwych. Przez następne lata badano charakter tego zbioru. W 2017 roku Figalli i Serra znaleźli jego optymalną charakteryzację. W szczególności, w przypadku 3-wymiarowym pokazali oni, że swobodna powierzchnia jest gładka z wyjątkiem izolowanych punktów osobliwych.

## Wyróżnienia
Figalli był wielokrotnie nagradzany. Otrzymał m.in.:
- 2011–2012 – Cours et prix Claude-Antoine Peccot(inne języki)[6],
- 2012 – Nagrodę EMS[7],
- 2015 – Medal Stampacchia[8],
- 2017 – Premio "Antonio Feltrinelli Giovani"(inne języki)[9],
- 2018 – Medal Fieldsa[10].

W roku 2014 wygłosił wykład sekcyjny na Międzynarodowym Kongresie Matematyków w Seulu. Był plenarnym prelegentem na wielu konferencjach, m.in. w 2019 roku na odbywającej się w Akademii Górniczo-Hutniczej konferencji Dynamics, Equations and Applications (DEA 2019).
W 2016 roku zdobył prestiżowy ERC Consolidator Grant.
Figalli jest członkiem Academia Europaea (od 2019 roku), członkiem zagranicznym Real Academia de Ciencias Exactas, Físicas y Naturales de España (od 2021 roku) oraz członkiem kilku włoskich towarzystw naukowych, m.in. Accademia Nazionale dei Lincei (od 2023 roku). 
Jego nazwisko nosi jedna z planetoid.

## Życie prywatne
Jego ojciec był profesorem inżynierii a matka nauczycielką filologii klasycznej w szkole średniej. Jako dziecko lubił grać w piłkę, oglądać kreskówki i spędzać czas z przyjaciółmi. W 2013 roku w Rzymie poznał swoją przyszłą żonę Mikaelę Iacobelli, która była wówczas doktorantką na Uniwersytecie Rzymskim „La Sapienza” i przyszła na jego referat.